# ファーマライズホールディングス
ファーマライズホールディングス株式会社（Pharmarise Holdings Corporation）は、東京都中野区に本社を置く保険調剤薬局チェーン企業。東京証券取引所スタンダード市場上場。

## 概要
1984年6月に株式会社東京物産として設立し、1987年2月に保険調剤薬局第1号店を東京都文京区に開業。以降もM&Aにより同業他社を買収して規模を拡大している。
2009年6月に持株会社制へ移行し、ファーマライズ株式会社（初代）はファーマライズホールディングス株式会社へ商号変更。ファーマライズ（初代）が手掛けていた事業は、新設分割により設立されたファーマライズ株式会社（2代）が継承した。

## 沿革
- 1984年6月 - 株式会社東京物産として設立。本社を東京都豊島区に置く。
- 1986年12月 - 本社を東京都文京区へ移転。
- 1987年2月 - 保険調剤薬局第1号店を東京都文京区に開業。
- 1996年8月 - 本社を東京都中野区へ移転。
- 1997年2月 - 株式会社協和静岡を吸収合併。
- 2001年1月 - 株式会社エンゼル調剤薬局を吸収合併。
- 2002年4月 - ファーマライズ株式会社へ商号変更。
- 2007年2月 - JASDAQ上場。
- 2009年6月 - 持株会社制へ移行。ファーマライズ株式会社（初代）はファーマライズホールディングス株式会社へ商号変更。事業は新設分割により設立されたファーマライズ株式会社（2代）が継承。
- 2011年6月 - 株式会社メディカルフロントを子会社化[3]。
- 2012年10月 - 株式会社寿製作所（現：株式会社寿データバンク）を子会社化[4]。
- 2014年1月 - 東京証券取引所2部へ市場変更。
- 2015年
  - 1月 - 東京証券取引所1部へ市場変更。
  - 9月 - ファーマライズが株式会社三和調剤を吸収合併。
  - 12月 - ファーマライズが株式会社東京みなみ薬局と株式会社北町薬局を吸収合併。
- 2017年
  - 3月 - ファーマライズがファーマライズプラス株式会社を吸収合併。
  - 6月 - ファーマライズが株式会社鬼怒川調剤センターを吸収合併。
  - 12月 - ファーマライズが有限会社イノセ商事を吸収合併。
- 2019年
  - 3月 - ファーマライズが東海ファーマライズ株式会社、北海道ファーマライズ株式会社（初代）、株式会社エシックス、株式会社フォーユーを吸収合併。
  - 6月 - ファーマライズが関西ファーマライズ株式会社、薬ヒグチ&ファーマライズ株式会社、株式会社エム・シーを吸収合併。
  - 9月 - ファーマライズが新世薬品株式会社と株式会社ドゥリームを吸収合併。
  - 12月 - ファーマライズが有限会社アマゾンファーマシーを吸収合併。
- 2020年
  - 2月 - 株式会社ヘルシーワークを完全子会社化[5]。
  - 3月 - 株式会社ウィークを子会社化[6]。
  - 4月 - 有限会社サン・メディカル（現：株式会社サン・メディカル）を子会社化。
- 2023年
  - 3月 - 北海道における調剤薬局事業を、2022年12月に設立した北海道ファーマライズ株式会社（2代）へ吸収分割により移管[7]。
  - 6月 - ファーマライズが株式会社くすき調剤薬局を、サン・メディカルが有限会社映双薬局をそれぞれ吸収合併[8]。
  - 10月 - 東京証券取引所スタンダード市場へ市場変更[9]。ファーマライズが有限会社大木薬局を、北海道ファーマライズが有限会社池本薬局を吸収合併[10]。
  - 11月 - 株式会社スズケンと資本業務提携契約を締結。同社が株式の19.99%を取得し、主要株主となる[11]。
- 2024年
  - 6月 - 株式会社ヘルシーワークが株式会社サン・メディカルと三協医療薬品株式会社を吸収合併[12]。
  - 9月 - 会社更生手続中の寛一商店株式会社とそのグループ会社8社の会社更生スポンサーとなる[13][14][15]。
  - 12月 - 2024年10月に設立したnext PH株式会社が寛一商店株式会社とそのグループ会社9社から調剤薬局事業54店舗を譲受[13][14][16]。

## 店舗
詳細は関連会社一覧を参照。
保険調剤薬局事業はファーマライズ、ケミスト、ヘルシーワーク、北海道ファーマライズ、GOOD AID、ひかり調剤薬局、next PHの7社によって運営されている。
このうちファーマライズは、北海道における保険調剤薬局事業を北海道ファーマライズに移管したため、本州以南のみで保険調剤薬局を展開している。また、薬ヒグチの運営を手掛けている他、ファミリーマートのフランチャイジーにもなっている。

## 関連会社
- ファーマライズ株式会社
- 株式会社寿データバンク
- 株式会社ミュートス
- 株式会社ケミスト
- 株式会社レイケアセンター
- 株式会社メディカルフロント
- 株式会社ヘルシーワーク
- 株式会社ウィーク
- 北海道ファーマライズ株式会社
- GOOD AID株式会社
- 有限会社ひかり調剤薬局
- next PH株式会社